# Alchemilla obtusiformis
Alchemilla obtusiformis är en rosväxtart som beskrevs av Vasilij Vasiljevitj Alechin. Alchemilla obtusiformis ingår i släktet daggkåpor, och familjen rosväxter. Inga underarter finns listade i Catalogue of Life.